# Yibeljoj
Yibeljoj är en ort i Mexiko.   Den ligger i kommunen Chenalhó och delstaten Chiapas, i den sydöstra delen av landet, 800 km öster om huvudstaden Mexico City. Yibeljoj ligger 1 477 meter över havet och antalet invånare är 1 286.
Terrängen runt Yibeljoj är kuperad västerut, men österut är den bergig. Runt Yibeljoj är det ganska tätbefolkat, med 111 invånare per kvadratkilometer. Närmaste större samhälle är Cancuc, 5,0 km söder om Yibeljoj. I omgivningarna runt Yibeljoj växer i huvudsak städsegrön lövskog.